# Voedselerotiek
Voedselerotiek of sitofilie is het genieten van erotische handelingen met voedsel- en/of drinkwaren. Bij deze vorm van erotiek gaat het om het genot van de prikkeling en sensatie van waren op de huid en -in of met- de mond. Combineren van voedsel met erotiek is meestal een aanloop naar meer seksuele behoeften.

## Belevingen
De sensaties met voedsel- en/of drinkwaren kunnen op verschillende wijzen beleefd worden,
- Het genot van een enkele kers in de navel tot het geheel bedekt zijn met voedsel. Ook onderdompelen in een bad met drank of andere waren.
- Het mooi opmaken (decoratief) van een naakt lichaam met etenswaren of kleine gerechten.
- Het genot van het eten, likken of drinken vanaf een naakt lichaam.
- Het gevoel dat een persoon krijgt als er vanaf haar of zijn lichaam gegeten, gelikt of gedronken wordt.

De smaak van de gebruikte waren kan een belangrijke rol spelen, hoewel het meestal gaat om de fantasie van het aanbrengen dan wel het gevoel op de huid.
Spanning kan langzaam opgebouwd worden voordat de erotiek overgaat in seks.
Na het bedekken van de huid kan het spel vervolgen met,
- een (erotische) massage met de handen of het hele lichaam waarbij de waren dienen als glijmiddel.

en/of
- het opeten, aflikken of drinken van de waren.

## Varianten

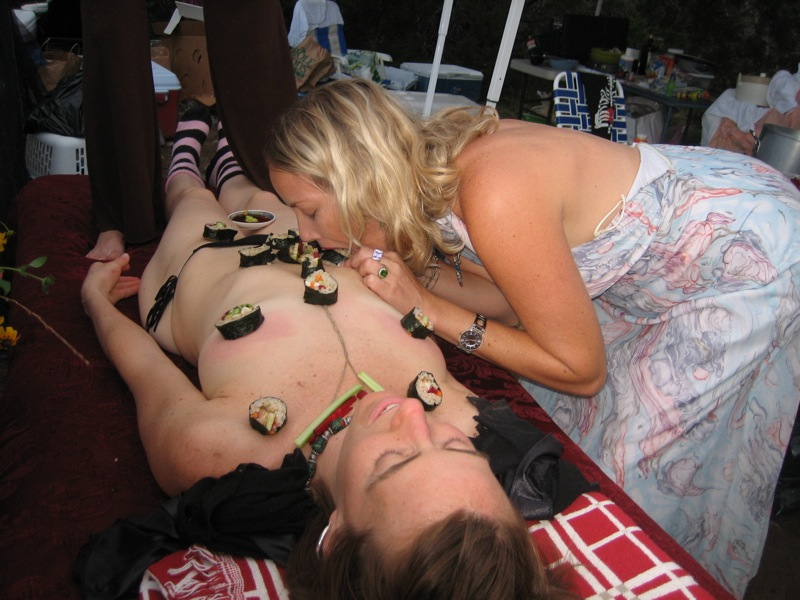
Nyotaimori

Voedselerotiek kent meerdere varianten,
- Nyotaimori - Dit is een Japans ritueel waarbij sushi op rituele wijze van een naakte persoon wordt gegeten.
- Groenten en fruit-fetisj - Hier worden groenten en fruit bij het sensuele (voor)spel betrokken. Soms ook weleens gebruikt voor penetratie.
- Vleesfetisj - Hierbij brengen vlees en vleeswaren de erotische genoegens.
- Deegwarenfetisj - Hierbij zijn brood of deeg de focus. Deze vorm van voedsel-erotiek is in Zuid-Amerikaanse landen en India in gebruik.
- Wakamezake, ook wel Wakame sake of seaweed sake (zeewier sake) - Dit is het drinken van een alcoholische drank vanaf het lichaam van een vrouw. Wanneer de vrouw haar benen strak tegen elkaar legt ontstaat er bij haar schaamstreek een driehoek die vanaf haar borsten en navel met een drank gevuld kan worden. De naam komt van het idee dat het schaamhaar van een vrouw lijkt op zacht zeewier (Wakame) dat in zee drijft.
- Voedsel aanreiken - Het aanreiken van voedsel met de mond aan de partner.

## De huid

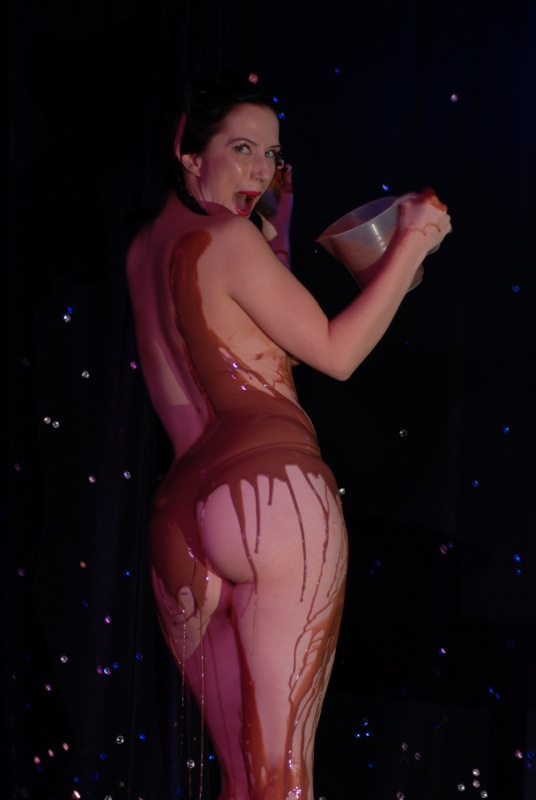
Overgieten met vloeibare chocolade

Voedsel en dranken kunnen erotiserend op de huid werken. Voorbeelden zijn,
- Mousserende wijn - Is in essentie een feestelijke drank. Erotiserend vanwege de koelte op de warme huid en het bruisende effect van de koolzuur. (Scheutje in de navel). Dit effect kan overigens met alle koolzuurhoudende dranken bereikt worden. (Zie ook Wakamezake hierboven beschreven)
- Melk of chocolademelk - De koelte, en het in straaltjes weglopen van de vloeistof over de rest van het lichaam.
- Jam, slagroom of lauwwarm gemaakte vla - Eenmaal over de huid gesmeerd voelt het plakkerig of juist glibberig aan.
- Fruit zoals kersen en aardbeien - Mede om het psychologische effect van de wetenschap dat het er afgesnoept gaat worden.
- IJsje of ijsblokje - Het schrikeffect van koude. Stijve tepels en kippenvel.

De persoon die deze waren opgiet, -legt of -smeert ervaart het genot van het doen. De huid en het lichaam van de partner zal steeds weer op een andere wijze worden aangevoeld.

## De mond
Kussen direct na het drinken van een koude dan wel warme drank kan als erotisch ervaren worden, zowel op de huid als bij orale seks. De drank kan tijdens het kussen ook in de mond gehouden worden. Wisselingen van koud en warm (drankjes) drijft de gevoeligheid op.
Elkaar geblinddoekt fruit of andere hapjes toedienen bouwt spanning op. Het (onbekende) hapje prikkelt de smaakpapillen en maakt de geblinddoekte persoon attent op wat komen gaat. De smaken kunnen variëren van zoet tot pittig, en van koud tot warm.

## Voedsel en dranken nuttigen
Geur en smaak zijn vaak van invloed. Van sommige etenswaren wordt beweerd dat zij lustopwekkend zijn, bijvoorbeeld oesters en truffels. Ook bepaalde kruiden en specerijen zoals oregano en vanille worden weleens genoemd. Naar vanille wordt de term vanilleseks gebruikt.
Niet altijd gaat het om het toegeschreven afrodisiacum maar om associaties van uiterlijk en/of smaak van geslachtsdelen. Bijvoorbeeld oesters of bepaald fruit zoals banaan, ananas, aardbeien en kersen.
Sommige liefhebbers van voedsel-erotiek kunnen al opgewonden raken van het in elkaars bijzijn nuttigen van bijvoorbeeld zoet fruit of een glas mousserende wijn. De mond, een zeer gevoelig lichaamsdeel, ervaart sensuele prikkelingen van het zoete fruit of de bubbels in de wijn. Een beperkte hoeveelheid alcohol kan aan de stemming bijdragen.

## Televisie, film, literatuur en reclame
De combinatie van voedsel met erotiek spreekt veel mensen tot de verbeelding getuige de vele filmscènes en passages in diverse literatuur.
Commercials met sensuele uitingen dan wel seksuele toespelingen, zijn dagelijks op televisie en in de bladen terug te vinden.

### Televisie
- In de televisie aflevering Stock Tip van The Nanny ontmoet Fran Drescher een man in de supermarkt die zegt de betreffende slagroom “overal” wel op te lusten.

### Film
- (1963) Tom Jones - Waar Joyce Redman en Albert Finney tegenover elkaar zittend, uitdagend hun kippenbouten afkluiven. Waarna de scène voortgezet wordt met fruit.
- (1969) Women in Love - Glenda Jackson maakt hier op zeer erotische wijze een vijg klaar voor consumptie.
- (1983) Flashdance - In een restaurant zuigt Jennifer Beals aan een stukje kreeftenstaart met wellicht de gedachte aan iets meer.
- (1985) Tampopo - Stel geeft elkaar op subtiel-erotische wijze met de mond een hele rauwe eierdooier door. Maar ook: Jonge vrouw biedt op heel bijzondere wijze een oester aan. Voorts nog vele toespelingen van voedsel - vooral noedels - op erotiek.
- (1986) 9½ Weeks - De scène voor de koelkast waar Kim Basinger op zeer erotische wijze door Mickey Rourke wordt gevoerd.
- (1990) Henry and June - Maria de Medeiros en Uma Thurman delen liefdevol een glas rode wijn.
- (1993) Like Water for Chocolate - De zus van een verbannen stelletje raakt zo in vervoering van een door haar zus gemaakt gerecht, dat zij naakt het huis uitrent en met een toevallige passerende soldaat, achterstevoren te paard, er met hem vandoor gaat.
- (1996) Acquiring a Taste for Raffaelle  - Korte film van Sandy Lepore. Over koekjes met menstruatie-bloed.
- (1999) Varsity Blues - Ali Larter komt op in een soort van bikini gemaakt van enkel geklopte slagroom.
- (2000) Woman on Top - Penélope Cruz legt haar cursisten uit dat zij hun ingrediënten - in dit geval een rode peper - goed moeten kennen. Wanneer ze uitlegt hoe, krijgt ze een erotische gedachte van opgezwollen hete lippen, waarop de cursisten haar vertwijfeld aankijken maar inderdaad hun ingrediënt - de rode peper - zeer aandachtig onder de neus en aan de lippen brengen.

### Reclame
- Meerdere commercials van Magnum ijs verbindt het likken en happen aan het ijs sensueel, zo niet seksueel, aan het likken en kussen van de huid.

## En verder
- Etens- en drinkwaren kunnen in en op geslachtsdelen enig risico met zich meebrengen, zoals irritaties, infecties en schimmels.
- Een intiem dinertje vooraf kan dienen als aanloop naar een erotisch samenzijn. Er wordt weleens gekookt met alleen een schort voor.
- Bepaalde dranken zoals witte wijn (vooral mousserende) en bier kunnen mensen losser en vrijer maken.
- Van pittig gekruide gerechten wordt ook beweerd dat ze lustopwekkend zijn, evenals gerechten met mediterrane kruiden zoals basilicum en oregano.
- Een orgie is een groepsfeest met seks, eten en drinken.
- Eetbare slipjes zijn in de handel verkrijgbaar. Hierbij gaat het om de fantasie een partner etend uit te kleden.
- Bepaalde etenswaren worden weleens in de vorm van geslachtsdelen gemaakt, bijvoorbeeld pasta en gebak.